# Шумановић — комедија уметника
„Шумановић — комедија уметника” је југословенски ТВ филм из 1987. године. Режирали су га Бранимир Димитријевић и Борис Миљковић а сценарио је написао Бранко Вучићевић.

## Улоге
| Глумац              | Улога              |
| ------------------- | ------------------ |
| Љубивоје Тадић      | Сава Шумановић     |
| Војка Чордић        | Девојка            |
| Горан Чавајда       | Болничар           |
| Ивица Доленц        | Француз 1          |
| Горан Гајић         | Усташа             |
| Димитрије Големовић | Певач песама       |
| Томислав Готовац    | Лекар, психијатар  |
| Љубомир Јовановић   | Комесар            |
| Олга Кацијан        | Шумановићева мајка |
| Славица Кнежевић    | Мадам              |
| Душан Којић         | Официр             |
| Зденко Колар        | Кум                |
| Небојша Крстић      | Михајло            |
| Паоло Мађели        | Андре Лотх         |

Остале улоге ▼
| Глумац              | Улога              |
| ------------------- | ------------------ |
| Душан Марковић      | Наратор            |
| Ивана Марковић      | Дама са турбаном   |
| Маја Милошевић      | Госпођа Фелесе     |
| Кетрин Мурикијак    | Флоранс            |
| Драгана Поповић     | Госпођа Шагот      |
| Јован Ристић        | Рус                |
| Срђан Шапер         | Растко Петровић    |
| Растко Тадић        | Сељак              |
| Радомир Тодосијевић | Шумановићев отац   |
| Јосип Томићевић     | Француз 2          |
| Мина Видаковић      | Жена               |
| Андријана Виденовић | Кики де Монтпарнас |
| Игор Видмар         | Фелесе             |